# Isoperla lesbica
Isoperla lesbica är en bäcksländeart som beskrevs av Peter Zwick 1978. Isoperla lesbica ingår i släktet Isoperla och familjen rovbäcksländor. Inga underarter finns listade i Catalogue of Life.